# زیارکلا (آمل)
زیارکلا ، روستایی از توابع بخش دابودشت شهرستان آمل در استان مازندران ایران است.

## جمعیت
این روستا در دهستان دابوی میانی قرار دارد و براساس سرشماری مرکز آمار ایران در سال ۱۳۸۵، جمعیت آن ۱۸۸ نفر (۴۷خانوار) بوده‌است.